# Чо-ко-ну

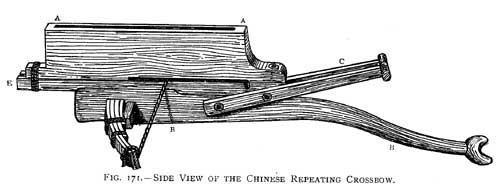
Китайський багатозарядний арбалет

Чо-ко-ну (кит.: 诸葛 弩) — китайський багатозарядний арбалет. У цьому арбалеті дії з натягання тятиви, укладанні болта і спуску тятиви виконуються одним рухом руки. Завдяки встановленому на зброю магазину з болтами багатозарядний арбалет дозволяє значно збільшити темп стрільби (приблизно 10 болтів за 15 секунд) в порівнянні зі звичайним арбалетом.

## Історія
Впровадження чо-ко-ну приписують китайському полководцю Чжуге Ляну (181-234 роки), хоча саме цю зброю знаходили під час розкопок гробниць в провінції Хубей, що датуються ще IV століттям до н.е. За часів Чжуге Ляна конструкція чо-ко-ну була значно вдосконалена, після чого цей арбалет міг стріляти двома-трьома болтами одночасно.
Останнє масове застосування чо-ко-ну було зафіксовано під час військових дій японсько-цінської війни (1894-1895 роки).